# تصفيات بطولة أمم أوروبا 1996 المجموعة 1
ترتيب ونتائج المجموعة 1 من منافسات تصفيات بطولة أمم أوروبا لكرة القدم 1996.

## الترتيب
| تفسير                                                                                        |
| -------------------------------------------------------------------------------------------- |
| تأهل متصدري المجموعات بالإضافة إلى أفضل ستة ثواني من بين جميع المجموعات مباشرة إلى النهائيات |
| صعد ثواني المجموعات المبتقية إلى الملحق التأهيلي                                             |

| فريق     | لعب | ف | ت | خ | له | عليه | ف.أ | نقاط |
| -------- | --- | - | - | - | -- | ---- | --- | ---- |
| رومانيا  | 10  | 6 | 3 | 1 | 18 | 9    | +9  | 21   |
| فرنسا    | 10  | 5 | 5 | 0 | 22 | 2    | +20 | 20   |
| سلوفاكيا | 10  | 4 | 2 | 4 | 14 | 18   | −4  | 14   |
| بولندا   | 10  | 3 | 4 | 3 | 14 | 12   | +2  | 13   |
| إسرائيل  | 10  | 3 | 3 | 4 | 13 | 13   | 0   | 12   |
| أذربيجان | 10  | 0 | 1 | 9 | 2  | 29   | −27 | 1    |

|          | أذربيجان | فرنسا | إسرائيل | بولندا | رومانيا | سلوفاكيا |
| -------- | -------- | ----- | ------- | ------ | ------- | -------- |
| أذربيجان | –        | 0–2   | 0–2     | 0–0    | 1–4     | 0–1      |
| فرنسا    | 10–0     | –     | 2–0     | 1–1    | 0–0     | 4–0      |
| إسرائيل  | 2–0      | 0–0   | –       | 2–1    | 1–1     | 2–2      |
| بولندا   | 1–0      | 0–0   | 4–3     | –      | 0–0     | 5–0      |
| رومانيا  | 3–0      | 1–3   | 2–1     | 2–1    | –       | 3–2      |
| سلوفاكيا | 4–1      | 0–0   | 1–0     | 4–1    | 0–2     | –        |

## النتائج
| إسرائيل              | 2–1 | بولندا             |
| -------------------- | --- | ------------------ |
| رونن هارازي 44'، 59' |     | رومان كوسيتسكي 80' |

| سلوفاكيا | 0–0 | فرنسا |
| -------- | --- | ----- |
|          |     |       |

| رومانيا                                                           | 3–0 | أذربيجان |
| ----------------------------------------------------------------- | --- | -------- |
| ميودراغ بيلوديديتشي 42' · دان بيتريسكو 57' · فلورين رادوتشويو 87' |     |          |

| فرنسا | 0–0 | رومانيا |
| ----- | --- | ------- |
|       |     |         |

| إسرائيل                                 | 2–2 | سلوفاكيا                                 |
| --------------------------------------- | --- | ---------------------------------------- |
| رونن هارازي 23' · تال بانين 32' (ركلة.) |     | ستيفان روسناك 5' · لوبومير مورافتشيك 14' |

| بولندا              | 1–0 | أذربيجان |
| ------------------- | --- | -------- |
| أندجي يوسكوفياك 44' |     |          |

| رومانيا                                              | 3–2 | سلوفاكيا                                |
| ---------------------------------------------------- | --- | --------------------------------------- |
| غروغي بوبسكو 7' · غورغي هاجي 46' · دانييل بوردان 82' |     | بيتر دوبوفسكي 56' · ميروسلاف تشفيلا 78' |

| بولندا | 0–0 | فرنسا |
| ------ | --- | ----- |
|        |     |       |

| أذربيجان | 0–2 | إسرائيل                            |
| -------- | --- | ---------------------------------- |
|          |     | رونن هارازي 30' · روني روزنتال 51' |

| أذربيجان | 0–2 | فرنسا                                |
| -------- | --- | ------------------------------------ |
|          |     | جان-بيير بابين 25' · باتريس لوكو 56' |

| إسرائيل          | 1–1 | رومانيا            |
| ---------------- | --- | ------------------ |
| روني روزنتال 83' |     | ماريوس لاكاتوش 70' |

| رومانيا                                         | 2–1 | بولندا                      |
| ----------------------------------------------- | --- | --------------------------- |
| فلورين رادوتشويو 45' · يوزيف فاندزيك 53' (ه.ذ.) |     | أندجي يوسكوفياك 42' (ركلة.) |

| سلوفاكيا                                                             | 4–1 | أذربيجان                  |
| -------------------------------------------------------------------- | --- | ------------------------- |
| دوشان تيتل 34' · ياروسلاف تيمكو 40'، 51' · بيتر دوبوفسكي 45' (ركلة.) |     | ناظم سليمانوف 80' (ركلة.) |

| إسرائيل | 0–0 | فرنسا |
| ------- | --- | ----- |
|         |     |       |

| بولندا                                                                             | 4–3 | إسرائيل                                                |
| ---------------------------------------------------------------------------------- | --- | ------------------------------------------------------ |
| بيوتر نوفاك 1' · أندجي يوسكوفياك 50' · فويتسييخ كوفالتشيك 55' · رومان كوسيتسكي 62' |     | روني روزنتال 33' · حاييم ريفيفو 38' · إيتزيك زوهار 70' |

| أذربيجان          | 1–4 | رومانيا                                                      |
| ----------------- | --- | ------------------------------------------------------------ |
| ناظم سليمانوف 35' |     | فلورين رادوتشويو 2' (ركلة.)، 69'، 76' · إيليه دوميتريسكو 39' |

| فرنسا                                                                               | 4–0 | سلوفاكيا |
| ----------------------------------------------------------------------------------- | --- | -------- |
| أوندري كريشتوفيك 27' (ه.ذ.) · دافيد غينولا 42' · لوران بلان 57' · فينسنت غويرين 62' |     |          |

| بولندا                                                                                  | 5–0 | سلوفاكيا |
| --------------------------------------------------------------------------------------- | --- | -------- |
| أندجي يوسكوفياك 10'، 72' · توماش فييشتشيتسكي 58' · رومان كوسيتسكي 63' · بيوتر نوفاك 69' |     |          |

| رومانيا                                 | 2–1 | إسرائيل            |
| --------------------------------------- | --- | ------------------ |
| ماريوس لاكاتوش 16' · دورينل مونتينو 56' |     | إيال بيركوفيتش 50' |

| أذربيجان | 0–1 | سلوفاكيا           |
| -------- | --- | ------------------ |
|          |     | تيبور يانتشولا 60' |

| فرنسا              | 1–1 | بولندا              |
| ------------------ | --- | ------------------- |
| يوري دجوركاييف 87' |     | أندجي يوسكوفياك 35' |

| فرنسا | 10–0 | أذربيجان |
| --- | ---- | -------- |
| مارسيل ديسايي 13' · يوري دجوركاييف 17'، 78' · فينسنت غويرين 33' · رينالد بيدروس 49' · فرانك لوبوف 54'، 74' · كريستوف دوغاري 66' · زين الدين زيدان 72' · كريستوف كوكارد 90' |      |          |

| بولندا | 0–0 | رومانيا |
| ------ | --- | ------- |
|        |     |         |

| سلوفاكيا           | 1–0 | إسرائيل |
| ------------------ | --- | ------- |
| تيبور يانتشولا 54' |     |         |

| رومانيا            | 1–3 | فرنسا                                                           |
| ------------------ | --- | --------------------------------------------------------------- |
| ماريوس لاكاتوش 51' |     | كريستيان كاريمبو 29' · يوري دجوركاييف 41' · زين الدين زيدان 72' |

| سلوفاكيا                                                                              | 4–1 | بولندا              |
| ------------------------------------------------------------------------------------- | --- | ------------------- |
| بيتر دوبوفسكي 31' (ركلة.) · تيبور يانتشولا 68' · ماريك أويلاكي 77' · يوليوس شيمون 82' |     | أندجي يوسكوفياك 20' |

| إسرائيل              | 2–0 | أذربيجان |
| -------------------- | --- | -------- |
| رونن هارازي 31'، 90' |     |          |

| فرنسا                                    | 2–0 | إسرائيل |
| ---------------------------------------- | --- | ------- |
| يوري دجوركاييف 69' · بيسنتي ليزارازو 89' |     |         |

| سلوفاكيا | 0–2 | رومانيا                             |
| -------- | --- | ----------------------------------- |
|          |     | غورغي هاجي 66' · دورينل مونتينو 82' |

| أذربيجان | 0–0 | بولندا |
| -------- | --- | ------ |
|          |     |        |

## الهدافين
- أندجي يوسكوفياك (بولندا) - 7 أهداف
- فلورين رادوتشويو (رومانيا) - 5 أهداف